# Wurm István
Wurm István Adolf (Budapest, 1922. augusztus 19. – Canberra, 2001. október 24.) magyar származású ausztrál nyelvész.

## Élete
Wurm István Budapesten született, egy német anyanyelvű apa (Adolf Wurm) és egy magyar anyanyelvű anya (Novróczky Anna) gyerekeként. Apja még a születése előtt elhunyt.
Mivel többnyelvű családba született, már korán megmutatkozott nála is a nyelvek iránti érdeklődés. Bécsbe járt iskolába, és gyerekkorában beutazta egész Európát. Mire elérte a felnőttkort, már kilenc nyelven beszélt. A Bécsi Egyetemen török nyelveket tanult, 1944-ben írta meg doktori disszertációját az üzbég nyelvből.
1946-ban megnősült, elvette iskolatársát, Helene (Helen) Maria Groeger, akinek az afrikai etnográfia volt a szakterülete. 1951-ig a bécsi Egyetemen tanított altaji nyelvészetet.
Miután elolvasta S. H. Ray néhány könyvét, elkezdték érdekelni a pápua nyelvek, és elkezdett levelezni Dr. Arthur Capell tiszteletessel, a Sydney Egyetem tanárával. Wurm megtanult magától tok pisin nyelven és Police Motu nyelven, és Londonban kapott állást. 1954-ben Ausztráliába költözött, ahol Capell egy állást készített elő neki az antropológiai tanszéken. 1957-ben Sydneyből Canberrába költözött, ahol a Csendes-óceániai és ázsiai kutatóintézet munkatársa lett. Ugyanabban az évben megkapta az ausztrál állampolgárságot. Innentől fő kutatási területe a pápua nyelvek voltak, bár ausztráliai nyelvekről is írt. Halála előtt úgy tartották, hogy mintegy ötven nyelven beszél. Egy olasz interjúban megvallotta, hogy káromkodni csak az anyanyelvén, magyarul tud.